# Adolf Loos
Adolf Franz Karl Viktor Maria Loos
(n. 10 decembrie 1870 – d. 23 august 1933) a fost un arhitect austriac și cehoslovac și un teoretician european influent al arhitecturii moderne.
În eseul său Ornament și crimă (în original, în germană Ornament und Verbrechen, 1908), Loos a susținut suprafețele clare și netede, în contrast cu decorațiunile generoase de Fin de siècle și, de asemenea, cu principiile estetice moderne ale Secesiunii vieneze, care fusese un fel de variantă austriacă a mult mai puternicei și răspânditei mișcări artistice Art Nouveau. Astfel, Loos a devenit un pionier al arhitecturii moderne, al mișcării artistice a purismului, un susținător teoretician al arhitectului Le Corbusier, contribuind esențial cu teorie și cu o critică a modernismului în arhitectură și design.
Loos a avut trei căsătorii tumultuoase care s-au încheiat toate prin divorț. El a suferit de pe urma unei stări precare de sănătate, inclusiv de o deficiență de auz moștenită, și a fost implicat într-un scandal de pedofilie. A murit la vârsta de 62 de ani, în 23 august 1933, în localitatea Kalksburg din apropiere de Viena.

## Primii ani
Loos s-a născut pe 10 decembrie 1870 în Brno, numit pe atunci Brünn, în regiunea Moravia (Mähren) a Imperiului Austro-Ungar. Tatăl său, un pietrar german, a murit când Loos avea nouă ani. Tânărul Adolf Loos a moștenit deficiența de auz a tatălui său și a suferit de pe urma acestui handicap de-a lungul vieții sale. Mama lui a continuat să se ocupe de atelierul de pietrărie după moartea soțului ei. Loos a urmat studii la mai multe școli gimnaziale, precum și la o școală tehnică din Liberec, iar în 1889 a absolvit o școală tehnică din Brünn. Mai târziu, el a studiat la Universitatea de Tehnologie din Dresda. A plecat de acolo un an mai târziu, fără a-și mai finaliza studiile.

## Cariera
La vârsta de 23 de ani, Loos a călătorit în Statele Unite și a rămas acolo timp de trei ani între 1893-1896. În timp ce se afla în Statele Unite, el a trăit în principal la rudele sale din zona orașului Philadelphia, s-a întreținut practicând meserii ciudate și, de asemenea, a vizitat și alte orașe, cum ar fi Chicago, St. Louis și New York. Loos a revenit la Viena, în anul 1896 și s-a stabilit acolo definitiv. El a fost o figură proeminentă a orașului și prieten cu Ludwig Wittgenstein, Arnold Schönberg, Peter Altenberg și Karl Kraus. 
Inspirat de anii petrecuți în Lumea Nouă, el s-a dedicat arhitecturii. După o scurtă asociere cu Secesiunea Vieneză în 1886, el a respins acest stil și a pledat pentru o arhitectură nouă, simplă, fără ornamentații. O abordare utilitaristă a utilizării întregului plan a completat conceptul său artistic. Primele comenzi ale lui Loos au constat în amenajarea interioară a magazinelor și cafenelelor din Viena.

### Teorie arhitecturală
Loos a scris mai multe lucrări polemice. În Spoken into the Void, publicată în 1900, el a atacat Secesiunea Vieneză, într-un moment când mișcarea se afla la apogeu.
În eseurile sale, Loos a folosit lozinci provocatoare și este de remarcat pentru eseul/manifest intitulat Ornament and Crime, prezentat într-o prelegere în 1910 și publicat pentru prima dată în 1913. El a explorat ideea că progresul culturii este asociat cu eliminarea ornamentelor din obiectele de zi cu zi și că, prin urmare, era o crimă să-i forțezi pe meșteșugari sau constructori să-și piardă timpul cu ornamentații care aveau scopul de a grăbi momentul în care un obiect ar deveni caduc (designtheory). Clădirile simple ale lui Loos au influențat comasarea minimă a arhitecturii moderne și au stârnit controverse. Deși cunoscute prin lipsa de ornamentație exterioară, interioarele multor clădiri proiectate de Loos sunt finisate cu materiale scumpe, în special cu piatră, marmură și lemn, afișând modele naturale și texturi pe suprafețe plate, executate cu o măiestrie de prima clasă. Distincția nu este între complicat și simplu, ci între „organic” și decorațiunile de prisos.
Loos a fost interesat, de asemenea, de artele decorative, colecționând obiecte din argint și de piele de înaltă calitate, pe care le-a remarcat pentru aspectul său simplu. I-a plăcut, de asemenea, moda și îmbrăcămintea bărbătească, proiectând o clădire pentru renumita mercerie Kníže din Viena. Admirația lui pentru moda și cultura din Anglia și America poate fi observată în publicația sa de scurtă durată Das Andere, care a apărut în doar două numere în 1903 și a inclus reclame pentru îmbrăcămintea englezească. În 1920, a avut o scurtă colaborare cu Frederick John Kiesler - arhitect și designer de teatru și de expoziții de artă.

### Casa Loos și alte proiecte
Din 1904, el a început să realizeze proiecte mari; cea mai notabilă este așa-numita „Casă Loos” (construită în perioada 1910-1912), inițial pentru croitorii vienezi Goldman și Salatsch, pentru care Loos a conceput un interior de magazin în 1898, și situată chiar vizavi de Palatul Hofburg al Habsburgilor. Casa, azi monument cultural situat în Michaelerplatz 3, Viena, a fost criticată de contemporanii săi. Fațada era dominată de modele rectilinii de ferestre și lipsa decorațiunilor din stuc, care i-a adus porecla de „Casa fără sprâncene”; se spune că împăratul Franz Joseph I al Austriei ar fi disprețuit clădirea modernă atât de mult încât el a evitat să iasă din Palatul Hofburg printr-o poarta principală aflată în vecinătatea sa. Alte clădiri proiectate de Loos sunt magazinul de modă pentru bărbați Casa Knize (construit în 1909-1913), Am Graben 13, Café Museum (construit în 1899), Operngasse 7, Viena, și „American Bar” (construit în 1907-1908), Kärntnerstrasse 10, Viena.
Loos a vizitat insula Skyros în 1904 și a fost influențat de arhitectura cubică din insulele grecești. Când Austro-Ungaria s-a destrămat după Primul Război Mondial președintele Masaryk i-a acordat lui Loos cetățenia cehoslovacă. Principalul său loc de reședință a rămas însă Viena. În timpul Primei Republici Austriece Loos a devenit interesat de proiectele publice. El a realizat mai multe proiecte de locuințe pentru orașul Viena (Viena Roșie). În perioada 1924-1928 Loos a trăit la Paris. A predat la Sorbona și a fost contractat pentru a construi o casă pentru Tristan Tzara, care a fost finalizată în anul 1925 pe Avenue Junot 15, Paris. În 1928 s-a întors la Viena.
Loos a avut o admirație pentru arhitectura clasică, care este reflectată în scrierile sale și în participarea la concursul din 1922 pentru proiectarea clădirii Tribune Tower. Clădirea propusă de Loos semăna cu o coloană dorică masivă. 

## Viața personală

### Căsătoriile
Loos a fost căsătorit de trei ori. În iulie 1902, el s-a căsătorit cu studenta la teatru Lina Loos (de). Căsătoria s-a încheiat trei ani mai târziu, în 1905. Ulterior, în 1919, el s-a căsătorit cu tânăra Elsie Altmann⁠(de)[traduceți], o dansatoare și actriță de operetă în vârstă de 20 de ani, originară din Austria, care era fiica lui Adolf Altmann și a Jeannettei Gruenblatt. Au divorțat șapte ani mai târziu, în 1926. În 1929 s-a căsătorit cu scriitoarea și fotografa Claire Beck. Ea era fiica clienților săi, Otto și Olga Beck, și avea cu 35 de ani mai puțin decât el. Au divorțat la data de 30 aprilie 1932. În urma divorțului lor, Claire Loos a scris Adolf Loos Privat, o operă literară formată din viniete despre caracterul, obiceiurile și afirmațiile lui Loos, publicată de către Johannes-Presse din Viena în 1936. Se urmărea ca prin  vânzarea cărții să se strângă fonduri pentru mormântul lui Loos.

### Sănătatea precară
Toată viața lui, Loos a suferit de o deficiență de auz. El a fost surd în copilărie, dobândind un auz parțial abia la vârsta de 12 ani. În 1918 Loos a fost diagnosticat cu cancer. Stomacul, apendicele și o parte din intestinul lui au fost extirpate chirurgical. El avea pe atunci mai mult de 50 de ani și era aproape surd.

### Scandalurile de pedofilie
În 1928 Loos a fost subiectul unui scandal de pedofilie la Viena. El a angajat tinere fete cu vârsta cuprinsă între 8 și 10 ani, ce proveneau din familii sărace, pentru a lucra ca modele în studioul lui. Rechizitoriul a declarat că Loos s-a expus dezbrăcat și a forțat tinerele modele să participe la acte sexuale. El a fost găsit parțial vinovat printr-o hotărâre judecătorească din anul 1928. Cazul original a fost rediscutat în 2008 și s-au confirmat acuzațiile.

## Moartea și moștenirea
Adolf Loos a arătat primele semne de demență în perioada procedurilor judiciare. Cu câteva luni înainte de moartea sa, el a suferit un accident vascular cerebral. A murit în vârstă de 62 de ani, pe 23 august 1933 în localitatea Kalksburg din apropiere de Viena. A fost înmormântat în Zentralfriedhof din Viena pentru a se odihni alături de marii artiști și muzicieni din oraș, printre care Schoenberg, Altenberg și Kraus, unii dintre cei mai apropiați prieteni și asociați.
Prin scrierile sale și proiectele inovatoare din Viena, Loos a fost în măsură să influențeze alți arhitecți și designeri, contribuind la dezvoltarea timpurie a modernismului. Selecția atentă a materialelor, pasiunea pentru artizanat și folosirea Raumplan-ului - ordonarea și dimensionarea spațiilor interioare după funcționalitate — sunt încă admirate.

## Lucrări majore
- 1899 Café Museum, Viena

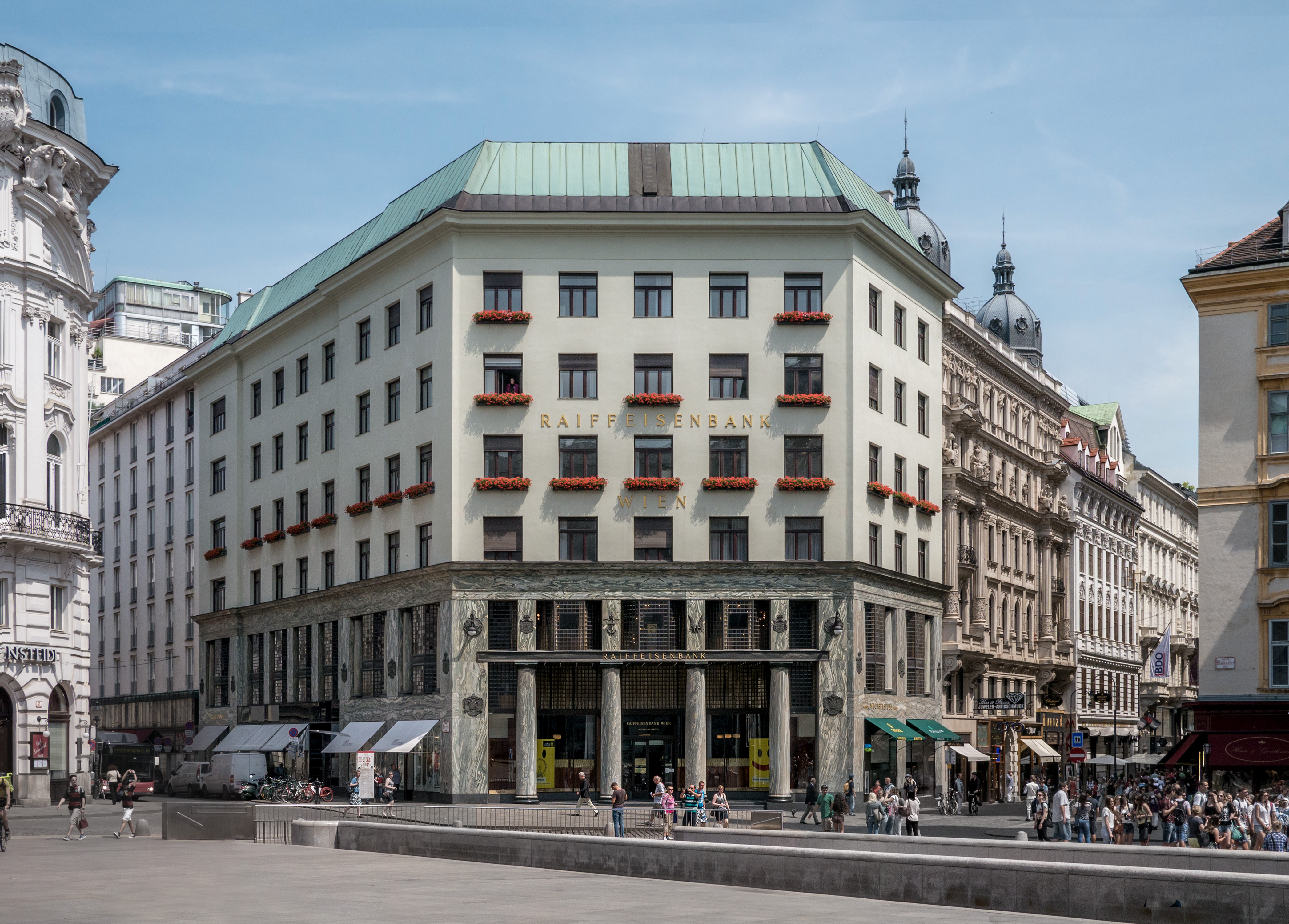
Looshaus din Michaelerplatz, Viena.

- 1904 Villa Karma, Montreux, Elveția
- 1907 Domeniul Cruce Creștină, Radesinska Svratka, Republica Cehă
- 1908 American Bar (fostul Bar Kärntner), Viena
- 1910 Casa Steiner, Viena
- 1910 Clădirea Goldman & Salatsch, cu vedere la Michaelerplatz, Viena (o clădire cu o funcționalitate mixtă, cunoscută colocvial ca „Looshaus”)
- 1913 Casa Scheu, Viena
- 1915 Fabrica de zahăr, Hrušovany u Brna, Republica Cehă
- 1915-1916 Villa Duschnitz (remodelată), Viena
- 1917 Casa proprietarului fabricii de zahăr, Hrušovany u Brna, Republica Cehă
- 1922 Casa Rufer, Viena
- 1925 Maison Tzara, casă și studio, Montmartre, Paris, pentru Tristan Tzara, unul din fondatorii dadaismului, coordonate GIS: +48.888146, +2.335500
- 1926 Villa Moller, Viena
- 1927 Casa (neconstruită) din Paris a artistei americane Josephine Baker
- 1928 Villa Müller, Praga, Republica Cehă
- 1929 Villa Khuner, Kreuzberg, Austria
- 1932 Villa Winternitz, Na Cihlářce 10, Praha 5, Republica Cehă
- 1928-1933 multe interioare rezidențiale în Pilsen, Republica Cehă

## Articole conexe
- Listă de artiști plastici și arhitecți austrieci